# Halasi Zoltán
Halasi Zoltán (Budapest, 1954. december 6. –) József Attila-díjas magyar költő, író, műfordító.

## Életpályája
1990 óta jelennek meg versei, esszéi, cikkei. Újabban prózát, drámát is ír. Út az üres éghez című kötete a lengyelországi jiddis kultúra életét és halálát ábrázolja újszerű módon, a társadalmi tudatformák kollektív megjelenítésén keresztül, külön versciklusban tárva fel a holokauszt középkori mentális előzményeit. A könyv a zsidóellenesség alapvető összefüggéseit feltárva, művészi eszközökkel az európai civilizáció erőteljes kritikáját adja.
Bella Italia című, rendkívül pozitív fogadtatású verseskötete egy kapcsolatnak állít emléket. A versek epikus-drámai jelenetezése, gazdag kulturális utalásrendszere, sokszólamúsága, zenei építkezése kísérlet az alanyi költészet meghaladására.
A nép nevében című színműve monstre szöveg-opera a magyar kollektív "ön-nemismeretről". Ebben a "hazafias revüben" a népbíróságok jelképes tárgyalótermében a történeti tudatok kórusai csapnak át egymáson, mindegyik a kizárólagosság igényével, a demokrácia ígéretéből közös erővel létrehozva ismét egy totalitárius rendszert, beteljesítve ezzel egy népközösség tragikomikus végzetét. A mű világszemlélete, formanyelve, szerkezete teljességgel elüt a megszokottól.
Halasi 1980 óta fordít, német írókat, német, orosz, lengyel, litván, perzsa, jiddis költőket (Johann Wolfgang von Goethe, Friedrich Schiller, Friedrich Hebbel, Heinrich Heine, Rainer Maria Rilke, Franz Kafka, Elias Canetti, Robert Walser, Gottfried Benn, Paul Celan, Elfriede Jelinek, Anna Andrejevna Ahmatova, Omar Khajjám, Háfiz).
A Műfordítók Egyesületének létrehívója, elnökhelyettese 2003-2011 között.
2019 novemberétől a Széchenyi Irodalmi és Művészeti Akadémia rendes tagja.

## Művei
- 33 vers (József Attila Kör-Balassi Kiadó, 1997)
- Így ér el (versek, Új Palatinus Könyvesház, 2005)
- Isten a malomban (íróportrék, Új Palatinus Könyvesház, 2008)
- Költőpárok, versek két nyelven (Lisa Mayerral, 2008)
- Út az üres éghez (próza és vers, Kalligram, 2014)
- Bella Italia – Nászút 1980, Magvető, Budapest, 2016 (Időmérték)
- A nép nevében. Hazafias revü (dráma, Színház.net 2018.december)
- Béke velünk avagy az átmenet (színmű, Színház.net 2021. február)
- Megváltás vég nélkül (válogatott és új versek, Kalligram, 2024)

## Műfordításai
- Thomas Bernhard: Az erdőhatáron (Adamik Lajossal, Györffy Miklóssal, 1987)
- Franz Kafka: Az én cellám - az én váram (1989)
- Elias Canetti: A hallás iskolája (1990)
- Rainer Maria Rilke: Válogatott prózai művek (Barna Imrével, Görgey Gáborral, Rónay Györggyel, Szabó Edével, 1990)
- Elias Canetti: A szemjáték (Kertész Imrével, 1993)
- E. T. A. Hoffmann: Az elvesztett tükörkép története (Györffy Miklóssal és Tandori Dezsővel, 1996)
- Carl Gustav Jung: A szellem szimbolikája (Bodrog Miklóssal, 1997)
- Johann Peter Hebel: Kincsesládikó (1997)
- Robert Walser: A séta (1999)
- Német költők antológiája (Válogatta, fordította másokkal)
- Johann Wolfgang von Goethe: Nyugat-keleti díván (Fordította másokkal, utószó, 2001)
- Ödön von Horváth: Szépkilátás (2003)
- Elfriede Jelinek: Pihenő (2005)
- Elias Canetti: Feljegyzések (2006)
- Omar Khajjám: 293 rubáí (2008)
- Martin Pollack: Galícia (2009)
- Elfriede Jelinek: Rohonc (2009)
- Elfriede Jelinek: Kézimunka (2011)
- Reinhard Florian: Hazavágytam, Kelet-Poroszországba! (2014)
- Jichak Katzenelson: Ének a kiirtott zsidó népről (2014)
- Zsidó közmondások. (Válogatta, fordította, az utószót írta, 2014)
- Elfriede Jelinek: Árnyék (2015)
- Martin Pollack: Halott a bunkerban (2016)
- Elfriede Jelinek: Téli utazás. Színmű. Előszóval (2017)
- Wilhelm Müller: Téli utazás. Dalciklus (2017)
- Elfriede Jelinek: Düh. Színmű (húzott változat, 2018)
- Martin Pollack: Az amerikai császár (2019)
- Elfriede Jelinek: Düh. Színmű. Előszóval (2019)

## Díjai
- Soros-ösztöndíj (1987, 2000)
- Minőségi Újságírásért díj (2003)
- Hieronymus-díj (2003)
- Édes anyanyelvünk pályázat verskategória megosztott 1. díja (2004)
- Palládium díj (2005)
- József Attila-díj (2008)
- Déry Tibor-díj (2014)
- Füst Milán-díj (2014)
- Versum-díj (jelölés) (2015)